# Vicia sibthorpii
Vicia sibthorpii är en ärtväxtart som beskrevs av Pierre Edmond Boissier. Vicia sibthorpii ingår i släktet vickrar, och familjen ärtväxter. Inga underarter finns listade i Catalogue of Life.